# Плаве Возокани
Плаве Возокани (словац. Plavé Vozokany) — село, громада округу Левіце, Нітранський край. Кадастрова площа громади — 23.13 км².
Населення 766 осіб (станом на 31 грудня 2018 року).

## Історія
Плаве Возокани згадуються 1327 року.

## Географія
Протікають річка Малянка і Возоканський потік.

## Населення
| Рік:            | 1994. | 2004.   | 2014.   | 2024.   |
| --------------- | ----- | ------- | ------- | ------- |
| Кількість осіб: | 928   | 866     | 810     | 768     |
| Різниця:        |       | -6,68 % | -6,46 % | -5,18 % |

| Рік:            | 2023. | 2024.   |
| --------------- | ----- | ------- |
| Кількість осіб: | 755   | 768     |
| Різниця:        |       | +1,72 % |